# Andrew McFarlane
Andrew McFarlane, född 6 juni 1951 i Albany i Western Australia, är en australisk skådespelare som har medverkat i många filmer. 
En av hans roller är som doktor Tom Callaghan i Doktorn kan komma.